# Forces françaises
Forces françaises est le journal clandestin de l'Armée secrète du secteur Dordogne, devenu ensuite l'organe officiel des Forces françaises du front de l'Atlantique.
Il a été fondé et codirigé, par les frères jumeaux Sven et Pierre Sainderichin.
1. ↑  « Pierre Sainderichin », Le Monde,‎ 17 avril 2012 (lire en ligne, consulté le 17 août 2025)
2. ↑  Secteur nord de la Dordogne des Forces françaises de l intérieur Auteur du texte et Forces françaises de l'Ouest Auteur du texte, « Forces françaises : organe hebdomadaire du Secteur nord de la Dordogne des Forces françaises de l'intérieur », sur Gallica, 13 août 1944 (consulté le 17 août 2025)